# 23307 Alexramek
23307 Alexramek là một tiểu hành tinh vành đai chính với chu kỳ quỹ đạo là 1277.3229128 ngày (3.50 năm).
Nó được phát hiện ngày 2 tháng 1 năm 2001.